# Gennaro Gattuso
Gennaro Ivan „Rino” Gattuso, Ufficiale OMRI (n. 9 ianuarie 1978, Corigliano Calabro, Provincia Cosenza, Calabria, Italia) este un fotbalist italian retras din activitate, care a jucat pe post de mijlocaș la echipe ca Milan, Perugia și Sion. Pe plan internațional, are prezențe la națională pentru Italia U19⁠(d), Italia U21⁠(d), Italia U23⁠(d), Italia și Italia U18⁠(d). După încheierea carierei, a devenit antrenor, și antrenează în prezent pe HNK Hajduk Split.
Gattuso este cunoscut ca fiind unul dintre cei mai agresivi, dar și unul dintre cei mai buni mijlocași defensivi din lume. De-a lungul carierei sale la AC Milan, a câștigat trofeul UEFA Champions League, în 2002–03 și 2006–07, și de asemenea titlul în Serie A în 2003-04 și 2010-2011.
Între 2002 și 2010, Gennaro Gattuso a reprezentat Italia la trei Campionate Mondiale și la trei Campionate Europene de Fotbal.

## Palmares
Perugia tineret
- Campionato Nazionale Primavera: 1995–96

Milan
- Liga Campionilor UEFA (2): 2002–03, 2006–07
- Supercupa Europei: 2003, 2007
- Campionatul Mondial al Cluburilor FIFA: 2007
- Serie A: 2003–04, 2010–11
- Coppa Italia: 2002–03
- Supercoppa Italiana: 2004, 2011

 Italia
- Campionatul Mondial de Fotbal: 2006
- Campionatul European Under-21: 2000

Individual
- Echipa turneului la Campionatul Mondial de Fotbal 2006
- Top 10 fotbaliști la Campionatul Mondial de Fotbal 2006

Ordine
 Collare d'Oro al Merito Sportivo: 2006
 4th Class / Officer: Ufficiale Ordine al Merito della Repubblica Italiana: 2006

## Statistici carieră

### Club
| Sezon        | Club         | Divizia          | Campionat | Campionat | Cupă          | Cupă          | Europa  | Europa | Altele     | Altele     | Total   | Total  |
| Sezon        | Club         | Divizia          | Meciuri   | Goluri    | Meciuri       | Goluri        | Meciuri | Goluri | Meciuri    | Goluri     | Meciuri | Goluri |
| Italia       | Italia       | Italia           | Campionat | Campionat | Coppa Italia  | Coppa Italia  | Europa  | Europa | Altele     | Altele     | Total   | Total  |
| ------------ | ------------ | ---------------- | --------- | --------- | ------------- | ------------- | ------- | ------ | ---------- | ---------- | ------- | ------ |
| 1995–96      | Perugia      | Serie B          | 2         | 0         | 0             | 0             | –       | –      | –          | –          | 2       | 0      |
| 1996–97      | Perugia      | Serie A          | 8         | 0         | 0             | 0             | –       | –      | –          | –          | 8       | 0      |
| Scoția       | Scoția       | Scoția           | Campionat | Campionat | Cupa Scoției  | Cupa Scoției  | Europa  | Europa | Cupa Ligii | Cupa Ligii | Total   | Total  |
| 1997–98      | Rangers      | Premier Division | 29        | 3         | 6             | 0             | 2       | 1      | 3          | 0          | 40      | 4      |
| 1998–99      | Rangers      | Premier League   | 5         | 0         | 0             | 0             | 5       | 1      | 1          | 0          | 11      | 1      |
| Italia       | Italia       | Italia           | Serie A   | Serie A   | Coppa Italia  | Coppa Italia  | Europa  | Europa | Altele     | Altele     | Total   | Total  |
| 1998–99      | Salernitana  | Serie A          | 25        | 0         | 0             | 0             | –       | –      | –          | –          | 25      | 0      |
| 1999–2000    | Milan        | Serie A          | 22        | 1         | 1             | 0             | 5       | 0      | –          | –          | 28      | 1      |
| 2000–01      | Milan        | Serie A          | 24        | 0         | 2             | 0             | 10      | 0      | –          | –          | 36      | 0      |
| 2001–02      | Milan        | Serie A          | 32        | 0         | 5             | 0             | 10      | 0      | –          | –          | 47      | 0      |
| 2002–03      | Milan        | Serie A          | 25        | 0         | 3             | 0             | 14      | 0      | –          | –          | 42      | 0      |
| 2003–04      | Milan        | Serie A          | 33        | 1         | 2             | 0             | 7       | 1      | 3          | 0          | 45      | 2      |
| 2004–05      | Milan        | Serie A          | 32        | 0         | 2             | 0             | 11      | 0      | 1          | 0          | 46      | 0      |
| 2005–06      | Milan        | Serie A          | 35        | 3         | 3             | 0             | 11      | 0      | –          | –          | 49      | 3      |
| 2006–07      | Milan        | Serie A          | 30        | 1         | 4             | 0             | 13      | 0      | –          | –          | 47      | 1      |
| 2007–08      | Milan        | Serie A          | 31        | 1         | 1             | 0             | 8       | 0      | 3          | 0          | 43      | 1      |
| 2008–09      | Milan        | Serie A          | 12        | 0         | 0             | 0             | 4       | 1      | –          | –          | 16      | 1      |
| 2009–10      | Milan        | Serie A          | 22        | 0         | 1             | 0             | 1       | 0      | –          | –          | 24      | 0      |
| 2010–11      | Milan        | Serie A          | 31        | 2         | 2             | 0             | 5       | 0      | –          | –          | 38      | 2      |
| 2011–12      | Milan        | Serie A          | 6         | 0         | 0             | 0             | 0       | 0      | 1          | 0          | 7       | 0      |
| Elveția      | Elveția      | Elveția          | Campionat | Campionat | Cupa Elveției | Cupa Elveției | Europa  | Europa | Altele     | Altele     | Total   | Total  |
| 2012–13      | Sion         | Super League     | 27        | 1         | 5             | 0             | –       | –      | –          | –          | 32      | 1      |
| Total        | Perugia      | Perugia          | 10        | 0         | 0             | 0             | —       | —      | —          | —          | 10      | 0      |
| Total        | Rangers      | Rangers          | 34        | 3         | 4             | 0             | 7       | 2      | 4          | 0          | 49      | 5      |
| Total        | Salernitana  | Salernitana      | 25        | 0         | 0             | 0             | —       | —      | —          | —          | 25      | 0      |
| Total        | Milan        | Milan            | 335       | 9         | 26            | 0             | 99      | 2      | 8          | 0          | 468     | 11     |
| Total        | Sion         | Sion             | 27        | 1         | 5             | 0             | —       | —      | —          | —          | 32      | 1      |
| Career Total | Career Total | Career Total     | 431       | 13        | 37            | 0             | 106     | 4      | 12         | 0          | 586     | 17     |

### Internațional
| Italia | Italia  | Italia |
| An     | Meciuri | Goluri |
| ------ | ------- | ------ |
| 2000   | 6       | 1      |
| 2001   | 3       | 0      |
| 2002   | 10      | 0      |
| 2003   | 4       | 0      |
| 2004   | 9       | 0      |
| 2005   | 8       | 0      |
| 2006   | 10      | 0      |
| 2007   | 6       | 0      |
| 2008   | 9       | 0      |
| 2009   | 5       | 0      |
| 2010   | 3       | 0      |
| Total  | 73      | 1      |

#### Goluri internaționale
| #  | Data              | Stadion                           | Oponent | Scor | Rezultat | Competiția  |
| -- | ----------------- | --------------------------------- | ------- | ---- | -------- | ----------- |
| 1. | 15 noiembrie 2000 | Stadio delle Alpi, Torino, Italia | Anglia  | 1–2  | 1–2      | Meci amical |

### Antrenorat
La 25 septembrie 2013.
| Echipa  | Țara    | Început           | Sfârșit            | Rezultate | Rezultate | Rezultate | Rezultate | Rezultate | Rezultate | Rezultate | Rezultate  |
| Echipa  | Țara    | Început           | Sfârșit            | M         | V         | R         | Î         | GM        | GP        | Dif.      | Victorii % |
| ------- | ------- | ----------------- | ------------------ | --------- | --------- | --------- | --------- | --------- | --------- | --------- | ---------- |
| Sion    | Elveția | 25 februarie 2013 | 13 mai 2013        | 12        | 3         | 4         | 5         | 10        | 15        | −5        | 25         |
| Palermo | Italia  | 19 iunie 2013     | 25 septembrie 2013 | 8         | 3         | 1         | 4         | 10        | 9         | +1        | 37,5       |
| Total   | Total   | Total             | Total              | 20        | 6         | 5         | 9         | 20        | 24        | −4        | 30         |